# Poliskiosk

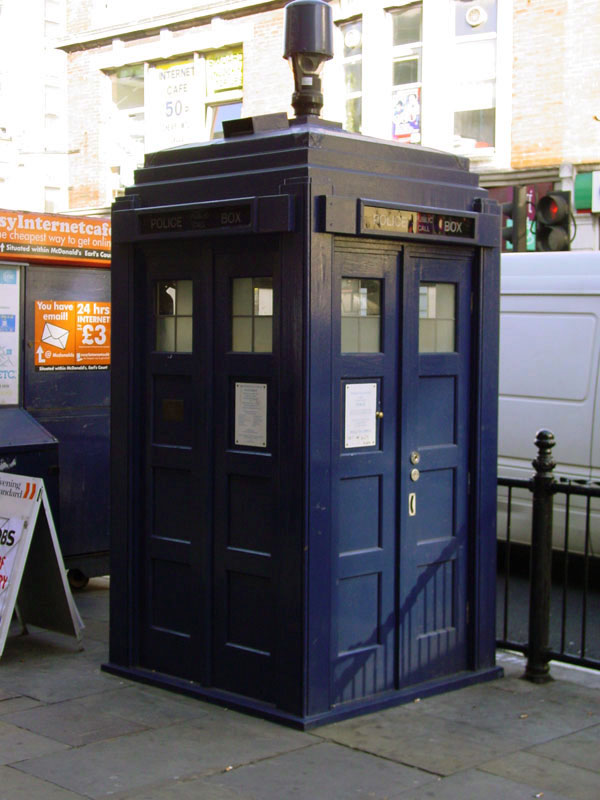
En brittisk poliskiosk utanför tunnelbanestationen Earl's Court i London.

En poliskiosk var en slags telefonkiosk som användes av poliser för att kommunicera med polisstationerna. 

## Japan

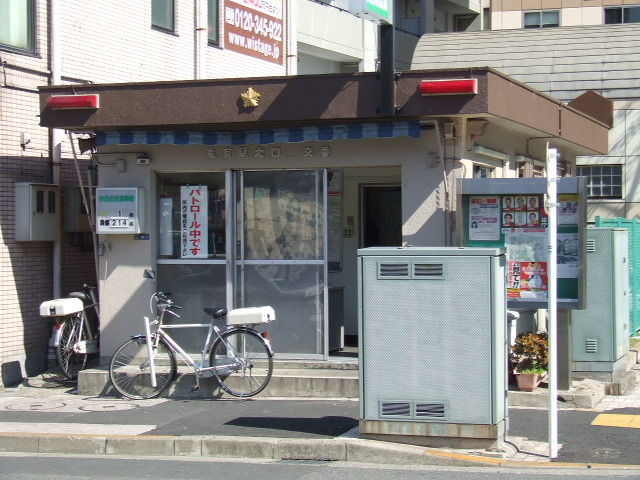
En japansk Koban situerad i Kameari, Katsushika, Tokyo, Japan.

En kōban (交番) är en variant av poliskiosk som återfinns i Japan och sydvästra Kina (även om de inte har samma namn där). Förutom de vanliga polisstationerna utför japanska uniformerade poliser sitt arbete från dessa små byggnader. Poliser i dessa byggnader kan övervaka, svara på akuta tillstånd, ge anvisningar och i övrigt samverka med medborgarna på ett mer nära sätt än de kan från en mer avlägsen station.

## Storbritannien

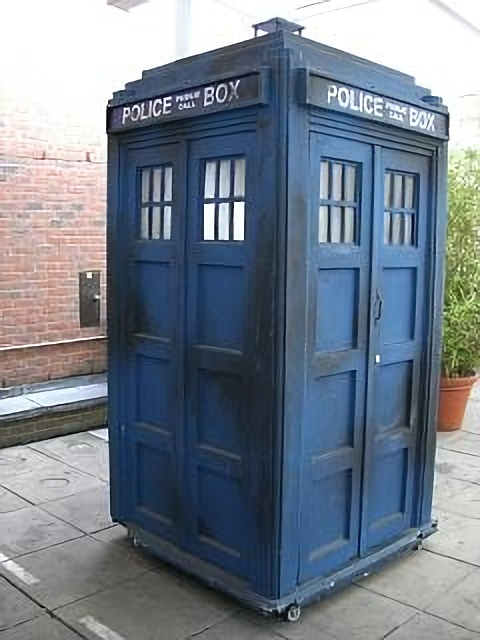
Tidsmaskinen TARDIS från tv-serien Doctor Who, denna rekvisita byggdes på 1980-talet.

I Storbritannien var poliskioskerna vanligtvis blåa, förutom i Glasgow där de var röda. Förutom en telefon innehöll de även en första hjälpen-låda och en incidentbok. Idag associeras vanligtvis den blåa poliskiosken till den brittiska science fiction-tv-serien Doctor Who där huvudpersonen Doktorn reser i en Tardis, en tidsmaskin som ser ut som en poliskiosk.

## Sverige
I Sverige infördes poliskioskerna på 1930-talet. Den första togs i bruk i Katarina distrikt i Stockholm. De svenska kioskerna avvecklades i Sverige på 1950-talet då polisen införde bärbar kommunikationsutrustning.